# Rafael Sena Guzmán
Rafel Sena Guzmán és un activiste, escriptor i fotògraf russafí, membre històric de Lo Rat Penat, la Societat Coral El Micalet i cofundador de l'agrupació Amics de la Cançó, de l'Aplec del Puig contemporani i de l'associació cultural La Brúixola del País Valencià.
Nascut al carrer Russafa en una família de retratistes, Sena estudià batxillerat en l'Institut Lluís Vives de València i en acabant feu estudis d'artesania i de belles arts, però exercí la professió en l'estudi fotogràfic familiar, especialitzat en la restauració de fotos velles.
De família valencianoparlant però educat en castellà, entrà en Lo Rat Penat quan organitzaren el IV Aplec de la Joventut del País Valencià, però en entrar en conflicte amb una junta directiva de tall conservador, els membres més jóvens —entre els quals Sena– abandonaren l'entitat i se'n passaren a la Societat Coral El Micalet, més en contacte amb el valencianisme universitari.
Melòman i membre de la Coral Polifònica Valentina i de la Coral El Micalet, entre 1968 i 1972 fon promotor d'una nòmina de grups de folk i cantants jóvens com L'Aplec de la Bóta, Araceli Banyuls, Enric Ortega, Joan Pellicer, Gènit, Els Sols, Manolo Miralles, Navasquillo, Nous Brots, reunits en l'etiqueta Amics de la Cançó: «Els organitzadors dels recitals sols pagaven els viatges, però la il·lusió per introduir la cançó en un poble que progressivament anava sensibilitzant-se era gran.»

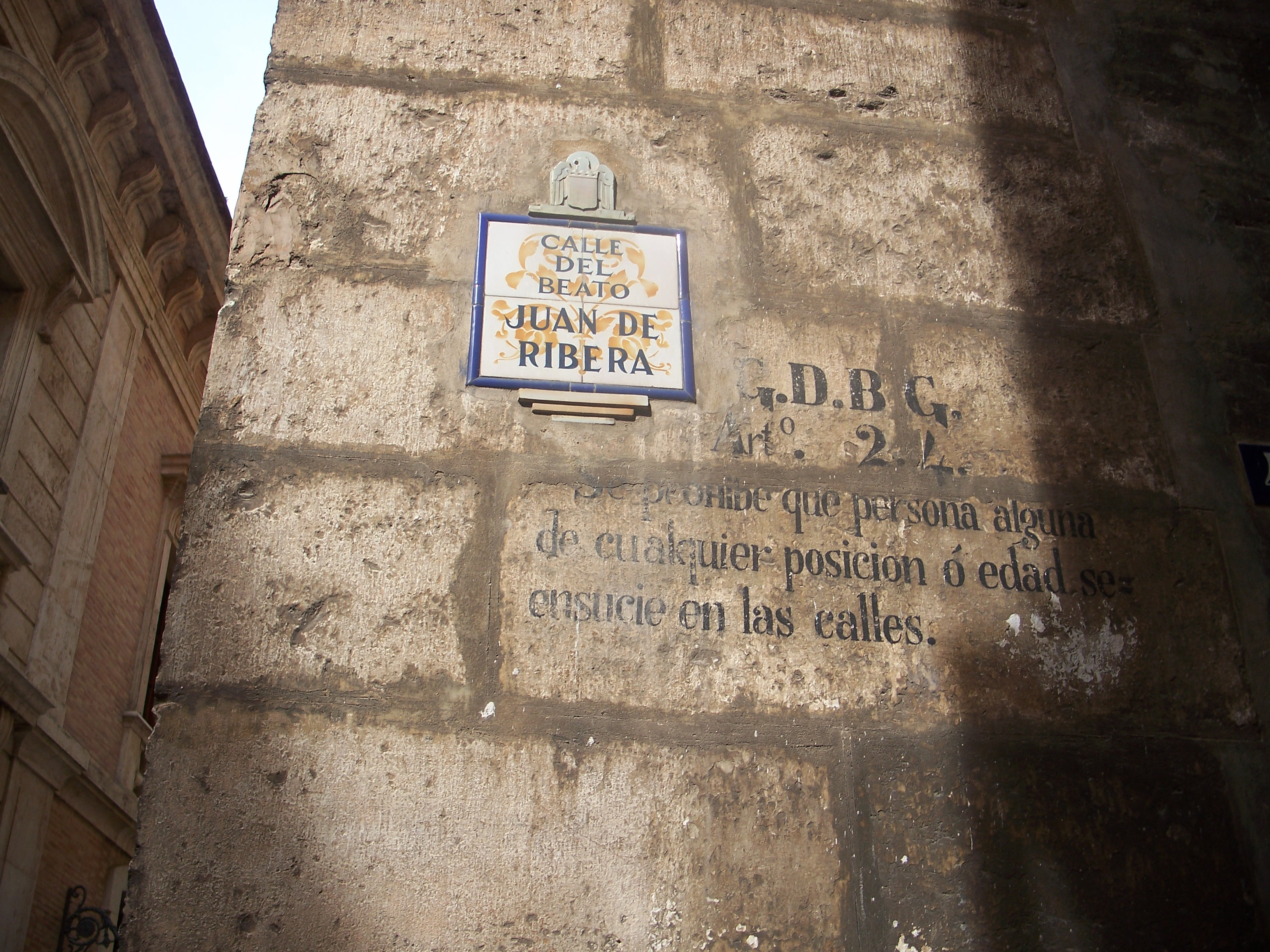
Una placa preconstitucional a València

Sena també va ser assistent i organitzador dels primers aplecs valencianistes a Bocairent, Antella o el Puig de Santa Maria, membre actiu de l'Associació de Veïns de Russafa - Gran Via i participant en les pintades reivindicatives del Partit Socialista Valencià. Durant la transició democràtica espanyola, Sena s'encarregà durant un any de fotografiar les més de cinc-centes plaques dels noms dels carrers de València per a promoure'n la valencianització.
El socialiste Ernest Lluch, client i veí seu, l'animà a afiliar-se al Partit Socialista del País Valencià, però quan el PSPV s'uní al PSOE Sena es donà de baixa i, més tard, fundà La Brúixola del País Valencià, «un grup social a partir d'amics per solidaritzar-nos amb les forces polítiques partidàries de la nostra reivindicació nacional» que aplegà a tindre huitanta socis.
L'any 2013 publicà el llibre Els espectacles públics de la ciutat de València. La cartellera del segle xvi al XXI, editada per Carena Editors (València) una guia de més de cent setanta planes dedicades a la història de l'oci en la ciutat, amb pròleg del dramaturg Josep Lluís Sirera.
A l'octubre de 2016 publicà Grans intèrprets valencians de l'espectacle. Denes Editorial. Paiporta. Biografies de més 250 valencians del món de l'espectacle.